# Cynorta catenulata
Cynorta catenulata is een hooiwagen uit de familie Cosmetidae.